# Los Peyotes
Los Peyotes es una banda de rock de Argentina, fundada en Buenos Aires en el año 1996. Su estilo está basado en el garage, proto punk e indie rock. Su nombre proviene del alucinógeno llamado Lophophora williamsii.

## Trayectoria
Se caracterizan por realizar música de los años 60 y utilizar indumentaria vintage en sus conciertos.
Las letras de sus canciones están cantadas, generalmente en idioma inglés como en español, y sus máximas influencias, se encuentran artistas como: The Seeds, The Sonics, Los Saicos, Los York's, Los Gatos, Los Shakers y Los Iracundos, entre otros.
Sus letras y composiciones son necesarias a la hora de referenciar la escena de los sesenta a nivel mundial con frases y títulos como «Garage o Muerte», «El humo te hace mal», «Bdaaa», «Vos no sos mi amigo», «El Feo», etc. Su vocalista David Peyote, deja plasmado la rebeldía y picardía garagera en todas sus composiciones. 
A partir de su álbum debut de 2005, Cavernícola; la banda adquirió popularidad, no solo en Argentina, sino también en otros países. La banda ha realizado giras internacionales y tocaron en países como: España, Portugal, Países Bajos, Alemania, Italia, Austria y Francia en donde tocaron en los mejores festivales del género como el Funtastic Dracula Carnival (Valencia, 2007 y Benidorm 2010), Primitive! (Rotterdam, 2008) y EuroYeyé (Gijón, 2009), compartiendo escenario y cartel con grandes bandas como Los Saicos, The Outsiders, The Trashmen, Rudi Protrudi (The Fuzztones) y Doctor Explosión, Brian Auger, The Flirtations, Man or Astro man, Wau y los arghsss, Rip Offs, King Salamim The Madd, entre otros. etc. En el 2015 participaron del Festival Centro en Bogotá, Colombia compartiendo cartel con Los Mirlos, Los Explosivos entre otros artistas internacionales. Estos últimos años telonearon a New York Dolls, Beatsteaks, Social Distortion, The Damned y en octubre de 2017 a Die Toten Hosen en su última visita a Buenos Aires. 

## Discografía
| Título                                                        | Formato   | Sello                         | Año  |
| ------------------------------------------------------------- | --------- | ----------------------------- | ---- |
| Psychotic Reaction                                            | CD        | Animal Records                | 2002 |
| Sudamerican Garage Punk                                       | EP Vinilo | Butterfly Records España      | 2003 |
| Cavernicola!                                                  | LP Vinilo | Rockaway Records              | 2005 |
| V/A Tributo a Los Gatos Salvajes                              | CD        | Other History Records         | 2006 |
| V/A Tributo a The Sonics                                      | CD        | Cosa Salvaje                  | 2006 |
| El humo te hace mal                                           | 7" Vinilo | Dirty Water UK                | 2007 |
| Introducing Los Peyotes                                       | LP Vinilo | Dirty Water UK                | 2008 |
| Bdaaa                                                         | Estudio   | Dirty Water UK                | 2008 |
| Psychotic Reaction (Reedition + Bonus) En Vivo En ATMC Fest 3 | CD        | ATMC                          | 2009 |
| Garage o Muerte                                               | LP Vinilo | Dirty Water UK / ATMC Records | 2010 |
| The Wildest Things In The World                               | EP Vinilo | Boss Hoss Records Italia      | 2010 |
| V. A. - Their Hispanic Majesties Request                      | EP Vinilo | Norton Records                | 2011 |
| Jesucristo & Santo                                            | 7" Vinilo | ATMC Records                  | 2013 |
| Virgenes                                                      | LP        | Dirty Water/Atmc Records      | 2022 |

## Participaciones en cine y televisión
| Título                      | Año  | Director            | Notas                           |
| --------------------------- | ---- | ------------------- | ------------------------------- |
| Run Run Bunny               | 2003 | Screamin Mad Crampi | Film del género trash y bizarro |
| Planeta Atlón               | 2006 | José Roberto Vila   | Film del género Bizarro.        |
| No tengo Nada               | 2013 | Álvaro Cifuentes    | Documental sobre Los Peyotes    |
| Rockumentales Surdesarrollo | 2014 | Jose Lartirigoyen   | Canal Encuentro                 |